# Емил Чакъров
Емил Чакъров е български музикант - цигулар и диригент. Артистичната му дейност обхваща изпълнения на симфонични, кантатно-ораториални и оперни произведения. Реализирал е множество записи на симфонична, кантатно-ораториална и оперна музика, сред които и поредица от руски оперни заглавия.

## Биография и творчество

### Ранни години
Емил Чакъров е роден на 29 юни 1948 г. в Бургас. Баща му е бил рибар, а майка му – начална учителка. Има сестра Виолета. Четиричленното семейство Яневи е живеело на втория етаж в двуетажна къща на улица „Републиканска“ № 43 (сега „Цар Симеон I“). Още като дете Емил посещава първите уроци по цигулка в родния си град, където на 6-годишна възраст е открит необичайния му талант. Опитва се да дирижира и заявява, че ще стане диригент. Когато е в V клас, казват на родителите му, че в Бургас няма какво повече да научи и, те го изпращат на уроци в София, въпреки трудностите. Сестра му също отива да учи в София.
За да осигури жилище за децата си, баща му продава къщата и купува апартамент в София. Тъй като нямат софийско жителство, бащата записва апартамента на името на техен роднина, който злоупотребява и го присвоява. Децата остават без подслон на улицата. Бащата е съкрушен и според официалната версия изчезва в Черно море при една буря с лодката си през 1966 г. По-късно сестра му казва, че се е удавил от отчаяние. Майката с много трудности отглежда и възпитава децата си.
Емил влиза в Софийската музикална гимназия през 1962 г. (цигулка). Когато е на 15 години, започва да изучава и дирижиране. Той завършва Музикалната гимназия като цигулар в класа на Петър Арнаудов. От 1967 до 1971 г. е студент в Софийската консерватория, където дирижира оркестъра. В софийското читалище „Владимир Заимов“ Емил среща учителката по музика Възкреса Капнилова.
След завършване на Консерваторията той е поканен от Капнилова за диригент на струнен оркестър, който тя създава към читалището. По паспорт името му е Емил Янев, но в читалище „Владимир Заимов“ е имало още един диригент Янев. Тогава Емил променя фамилията си на Чакъров.

### Възход
Влияние върху неговото развитие оказва запомнящ се случай от 60-те години. Емил чува музикално изпълнение по Националното радио преди осведомителния бюлетин в 12 ч., но не съобщават името на диригента. Той е силно впечатлен от музиката и отива пеша от Драгалевци радиото, където се среща с дежурния редактор, за да разбере кой дирижира оркестъра. Когато му отговарят, че е Херберт фон Караян, Емил Чакъров за първи път чува това име, но световноизвестният диригент става негов кумир решава, че един ден ще се срещне с него и това се случва. Чрез Възкреса Капнилова младият Емил е въведен сред музикалните среди и културния елит.
Представен е на тогавашния председател на Комитета за култура Павел Матев и препоръчан за участие в конкурса по дирижиране на Херберт фон Караян в Берлин. Талантът му е оценен и въпреки че недочува с едното ухо, постъпва на лечение във Военна болница, след което е изпратен в Берлин. Там през 1971 г. печели награда на 2-рия международен конкурс по дирижиране. На 23 години той е най-младият лауреат на конкурса на Караян. Впоследствие става негов асистент в оперните продукции в Залцбург и Берлин и продължава своите проучвания в Хилверсум и Танглуд.
През 1973 – 1974 г. Емил Чакъров е в творчески контакти със Сейджи Озава, Ленард Бърнстейн, Зубин Мета и други. От 1974 до 1978 г. е главен диригент на Пловдивската филхармония. През 1977 г. основава оркестър „Симфониета“ в София. Няколко години след първата си Караянова награда от конкурса Емил получава още една. Към края на 70-те години, едва на 30 години е сред най-известните и скъпоплатени диригенти в Европа. Той гостува на много оркестри по света: дирижира Берлинската филхармония, Миланската скала, Френския национален оркестър, Лондонския симфоничен оркестър, Оркестър Tonhalle (Цюрих) и Чешкия филхармоничен оркестър. Почти избягва да се връща в България и натрупва богатство. Сред придобивките му са просторен апартамент в центъра на Париж и триетажна къща в Монако. Гастролира и извън Европа: Израелската филхармония, Националния ирански радио- и телевизионен камерен оркестър, Бостънския симфоничен оркестър, Оркестъра на Лос Анджелис.
През 1979 г. дебютира в Метрополитън опера в Ню Йорк, както и в други американски градове с Евгений Онегин (1979 – 1980), връщайки се за Севилският бръснар (1982 – 83) и Борис Годунов (1990). През 1986 г. по идея на Емил Чакъров министърът на културата на България Георги Йорданов създава Софийския фестивален симфоничен оркестър към НДК с подкрепата на известни български музиканти, като провежда конкурс за всяка партия и за всеки индивидуален изпълнител. Там свирят най-добрите български инструменталисти от операта и филхармонията. Чакъров основава Новогодишния фестивал в София, който се провежда ежегодно с участието на артисти с международна слава – Пласидо Доминго, Николай Гяуров, Елизабет Шварцкопф, Мирела Френи и др. Дирижира Реквием (Джузепе Верди) на фестивалите в София през 1987 г. и в Люцерн (1989 г.). Под ръководството на маестро Чакъров преминават четири издания на форума.
В края на 80-те години поради неговата международна известност Кълъмбия Рекърдс (Сони) го ангажира да запише поредица от шест руски опери, което той прави в продължение на четири години на Софийския фестивал в създаденото звукозаписно студио в НДК.
Емил Чакъров дирижира редовно в продължение на години Ленинградския симфоничен оркестър в самия Ленинград и осъществява с тях многобройни записи и турнета в Германия, Австрия и Италия. През 1988 г. умира диригентът на оркестъра Евгений Мравински. Емил Чакъров е естественият му наследник на поста, но не може да го заеме, защото е чужденец. На 1 септември 1989 г. е обявен за постоянен гост-диригент на Ленинградския симфоничен оркестър. Чакъров е добре познат като оперен диригент, появява се на пулта на Ковънт Гардън – Лондон („Евгений Онегин“), Маджо Музикале Фиорентино – Флоренция („Танхойзер“), Миланската Ла Скала, Сан Карло – Неапол („Кармен“), Ла Фениче – Венеция („Бохеми“) и Хюстън, САЩ („Борис Годунов“, „Аида“).

### Последни години
Последните концерти на Чакъров в България са в НДК за новата 1990 г. През 1990 г. здравословното му състояние се влошава. Започва да кашля мъчително, а лекарствата не помагат. В самия край на изтощителен концерт в Ню Йорк получава тежък белодробен пневмоторакс. Следва бронхопневмония, която също не се поддава на лечение, и става хронична. В Монте Карло преживява тежка автомобилна катастрофа, после го напада мозъчен енцефалит. Имунната му система не може да се пребори с болестите, които слагат своя отпечатък върху професионализма му. Стига се и до конфликт с Антверпенския симфоничен оркестър и прекъсване на отношенията.
Той прави последния си концерт на 22 март 1991 г. в оперния театър на Шанз-Елизе в Париж с Френския национален оркестър. Изпълнена е ораторията „Свети Павел“ от Феликс Менделсон. После е хоспитализиран в парижка клиника със специални грижи. Болничното му легло е оградено със специална защитна преграда, за да го предпазва от вируси. Последните му думи в болничната стая са: Музика. Пуснете музиката!.
Емил Чакъров умира на 4 август 1991 г. на 43 години в болницата в Париж. Волята му е била да бъде погребан в родината си. Тленните му останки са пренесени в София в луксозен затворен ковчег със самолет на авиокомпания „Балкан“ на 8 август. Погребан е в Централните софийски гробища на 12 август. На погребението му не присъстват официални лица и медии. Някои източници публикуват, че причината за смъртта му е СПИН.

## Избрана дискография
- Лудвиг ван Бетовен: Концерт за цигулка в C WoO.5: фрагмент; Романс № 1 в G Op.40. (Гидон Кремер, цигулка), Лондонски симфоничен оркестър. Deutsche Grammophon, записан 1978.[12]
- Александър Бородин: Княз Игор с Борис Мартинович, Стефка Евстатиева, Калуди Калудов, Никола Гюзелев, Николай Гяуров, Александрина Милчева, Софийски фестивален оркестър. Голямата награда на диск 1989.
- Антон Брукнер: Симфония № 4. Ленинградска филхармония, „Mелодия“, записана 1978 (Mелодия 2LP C10 09477 – 80).
- Михаил Глинка: Живот за царя с Борис Мартинович, Крис Мерит, Стефания Точиска, Александрина Пендачанска, Софийски фестивален оркестър.
- Феликс Менделсон: Концерт за цигулка (с Августин Думай). Лондонски симфоничен оркестър. EMI Франция, записан 1988.[12]
- Модест Мусоргски: Борис Годунов с Николай Гяуров, Михаил Светлев, Йозеф Франк, Стефка Минева, Никола Гюзелев, Софийски фестивален оркестър. Записан 1986.
- Модест Мусоргски: Хованщина с Николай Гяуров, Александрина Милчева, Здравко Гаджев, Никола Гюзелев, Калуди Калудов, Софийски фестивален оркестър. Записан 1986.
- Франц Шуберт: Част от Концерт в D D345; Рондо в A D438; Полонезе в B плосък D580 (Гидон Kремер, цигулка) Лондонски симфоничен оркестър. Deutsche Grammophon, записан 1978.[12]
- Рихард Щраус: Така говореше Заратустра. Симфоничен оркестър на Румънското радио и телевизия. Запис на живо от Фестивала на Джордж Енеску в Букурещ, 1981. Electrecord – F.E. 81 – 012
- Пьотр Илич Чайковски: Дама Пика с Виеслав Oшман, Стефка Евстатиева, Пенка Дилова, Иван Консулов, Юрий Мазурок, Софийски фестивален оркестър. Записан 1988, Сони.
- Пьотр Илич Чайковски: Eвгений Oнегин с Юрий Мазурок, Анна Томова-Синтова, Николай Геда, Росица Троева-Мирчева, Софийски фестивален оркестър. Сони 1988
- Пьотр Илич Чайковски: Концерт за цигулка (с Августин Думай). Лондонски симфоничен оркестър. EMI Франция, записан 1988. [12]
- 'Съкровищата на бароковата ера'.(Албинони - Джизото, "Адажио за струнни и орган в сол минор"; Бах: Бранденбургски концерт № 3; Бокерини: Нощна музика в Мадрид; Хендел: Голям концерт Oпус 6, № 12; Рамо: Концерт № 6; Tорели: Коледен концерт; Марчело: Въведение, ария и престо; Вивалди: Голям концерт оп. 3, № 8) – Национален ирански радио- и телевизионен камерен оркестър. EMI ASD 3613 & 3614 (SLS 5144)[13] записан 1978, Техеран.

## Памет
Когато в звукозаписната компания „Сони“ известната българска оперна певица Соня Йончева пожелава да чуе най-великия запис на руска опера за всички времена, ѝ дават изпълнение, дирижирано от българския диригент Емил Чакъров.
Името на Емил Чакъров носят Бургаските музикални празници – летен фестивал на класическата музика в Бургас, който продължава повече от два месеца . През 1995 г. родната къща на Емил Чакъров в Бургас е съборена и на нейно място е построена нова жилищна кооперация. Бургаската общественост прави опити да се постави там паметна плоча. 
Новогодишният музикален фестивал в Националния дворец на културата в София през 2018 г. е посветен на 70-годишнината от рождението на диригента, който го е създал. Юбилеят се отбелязва с изложба на фотографии на Емил Чакъров, както и панорама с филми и концертни записи. На 12 декември е представен и филмът „Като дъх музика“ I и II част, посветен на Маестрото, с режисьор Светла Фингова, оператор Борислав Илиев и сценарист музиковеда Екатерина Дочева. На 6 декември е премиерата на документалния филм „Последен концерт“, посветен на Емил Чакъров с режисьор, продуцент и сценарист Георги Тошев. На 30 декември 2018 г. в програмата на bTV е включена телевизионна версия на премиерата. Авторът предвижда продължение на „Последен концерт“ със заглавие „Реквием“ през 2019 г. на голям екран.